# Music Man Big Al
Il Music Man Big Al è un basso elettrico prodotto dalla Music Man dal 2009 al 2015. Derivato dalla chitarra Albert Lee Signature, ne ripropone il design spigoloso del corpo, con battipenna asimmetrico, massiccio ponte in acciaio temprato e chiavette d'accordatura nella tipica disposizione 3+1.

## Caratteristiche
Il Big Al riproduce nelle forme la chitarra Music Man firmata da Albert Lee nel 1993, con il medesimo design del corpo spigoloso e il battipenna a forma di parallelogramma irregolare. Il corpo pieno è in mogano, mentre il manico, fissato con sistema bolt-on a cinque viti, è in acero, con una tastiera a 22 tasti dello stesso legno, in palissandro o in pau ferro, nella versione fretless, con la tipica paletta con le chiavi 3+1, o 4+1 nella versione a cinque corde. L'hardware presenta la classica configurazione standard Music Man dei pick-up a un humbucker con magneti in ceramica al ponte (H), o l'inedita opzione a tre single coil con magneti in neodimio (SSS). In entrambi i casi monta un equalizzatore preamplificato a 4 bande con controllo di volume, bassi, medi-bassi, medi-alti e alti. La versione H monta poi due switch, uno attivo/passivo e uno serie/parallelo, mentre la versione SSS monta anche tre interruttori per escludere ciascuno dei pick-up.